# Karl Hartmann (Politiker, 1893)
Karl Hartmann (* 15. April 1893 in Löwenberg, Provinz Schlesien; † 16. Januar 1973 in Wissen) war ein deutscher Politiker (KPD). 

## Leben
Hartmann besuchte die Volksschule, bevor er eine Lehre als Tischler begann. Im Jahr 1911 trat er der Freien Gewerkschaft bei. Zwischen den Jahren 1913 und 1919 absolvierte er zunächst seinen Militärdienst und wurde dann Teilnehmer des Ersten Weltkrieges. Nach dem Krieg nahm Hartmann eine Arbeit als Geselle an, die er bis 1924 ausführte. Zwischen 1924 und 1933 war er Arbeitersekretär in Bunzlau. Nach der Machtergreifung wurde er wegen vermeintlich illegaler Betätigung in Schutzhaft genommen. Später war er als Handelsvertreter, Kontrolleur sowie stellvertretender Geschäftsführer in einem Zeitschriftenvertrieb beschäftigt. Im Kriegsjahr 1942 wurde er zur Polizeireserve eingezogen und geriet in sowjetische Kriegsgefangenschaft. Aus der Gefangenschaft kehrte er nach Schlesien zurück und wurde 1946 aus Petersdorf im Riesengebirge vertrieben.
Hartmann wurde Mitglied des Flüchtlingsrates für die Britische Zone. Er war Mitglied der SPD zwischen 1920 und 1945. Im Jahr 1946 wechselte er zur KPD. Er wurde Leiter der Abteilung Kommunalpolitik im Landesvorstand der KPD in Niedersachsen. Er war als Stadtverordneter tätig sowie Stadtrat. Ferner wurde er zum Mitglied des Kreistages gewählt und wurde Kreisausschussmitglied. Er war Mitglied des Provinzialausschusses und des Bezirksausschusses.
Hartmann wurde Mitglied des Hannoverschen Provinziallandtages. Ferner war er Mitglied des Niedersächsischen Landtages während der ersten Wahlperiode vom 20. April 1947 bis 30. April 1951. Er wurde in dieser Zeit zum Vorsitzenden der KPD-Landtagsfraktion vom 3. Januar 1950 bis zum 8. September 1950 gewählt.